# Pepper the Cat
Pepper the Cat (*  1912; † nach 1928) war eine der ersten Filmkatzen Hollywoods. Sie trat in mehreren Kurzfilmen der Keystone Studios von Mack Sennett auf.

## Leben
Mack Sennett entdeckte die schwarze Katze am Set eines Films, als sie durch die Kulissen lief. Statt die Aufnahmen zu unterbrechen, nahm er auf, wie die Katze durch die Kulissen lief. Er nahm die Katze in seine Obhut, gab ihr den Namen Pepper und ließ sie in mehreren Filmen seines Studios, so beispielsweise bei den Keystone Cops auftreten. In A Little Hero (1913) trat sie zum ersten Mal in einer Hauptrolle auf. Sie spielte zusammen mit dem Hund Teddy the Dog, mit dem sie noch zahlreiche weitere Auftritte hatte. Als Frauchen trat Mabel Normand auf. Pepper spielte anschließend in Filmen mit Ben Turpin, Fatty Arbuckle und Charlie Chaplin. Ein weiteres Tier, mit dem Pepper drehte, war Teddy the Great Dane, eine Deutsche Dogge. Nachdem diese Mitte der 1920er verstarb, drehte Pepper keine weiteren Filme mehr.

## Filmografie
- 1913: A Little Hero
- 1917: A Bedroom Blunder
- 1917: Are Waitresses Safe?
- 1918: The Kitchen Lady
- 1918: His Hidden Purpose
- 1918: Those Athletic Girls
- 1918: Friend Husband
- 1918: Beware of Boarders
- 1918: Whose Little Wife Are You?
- 1919: Too Old
- 1919: Rip & Stitch: Tailors
- 1919: Trying to Get Along
- 1919: The Dentist
- 1919: Back to the Kitchen
- 1920: Down on the Farm
- 1920: The Quack Doctor
- 1921: On A Summer Day
- 1922: Bow Wow